# Rejowiec (Lublin)
Rejowiec is een dorp in het Poolse woiwodschap Lublin, in het district Chełmski. De plaats maakt deel uit van de gemeente Rejowiec en telt 2226 (2004, dane UG) inwoners.